# Улисс (роман)
«Ули́сс» (англ. Ulysses) — модернистский роман ирландского писателя Джеймса Джойса. «Улисс» — сложное полистилистическое произведение и признаётся вершиной литературы модернизма. Несмотря на сюжетную простоту, роман вмещает в себя огромное количество исторических, философских, литературных и культурных аллюзий. Владимир Набоков сравнивал роман с «Петербургом» Андрея Белого.
Роман повествует об одном дне дублинского обывателя еврейского происхождения Леопольда Блума (в настоящее время эта дата, 16 июня 1904 года, поклонниками романа отмечается как «день Блума»). Этот день Блум проводит: в издательстве, на улицах и в кафе Дублина, на похоронах своего знакомого, на берегу залива, в родильном доме, где он знакомится со Стивеном Дедалом, молодым учителем в местной школе, в притоне и наконец в собственном доме, куда он поздно ночью приводит изрядно выпившего Дедала, лишившегося крова. Главной интригой романа является измена жены Блума, о чём Блум знает, но не предпринимает против этого никаких мер.
Канва романа и его композиционное построение имеют явные и неявные аналогии с поэмой Гомера «Одиссея». В произведении выведены и «аналогичные» персонажи: во многом автобиографичный Стивен Дедал (сюжетная линия Телемаха), Леопольд Блум (Одиссей, латинская форма этого имени Улисс послужила названием романа), Молли Блум (Пенелопа). Одной из главных тем романа является тема «отец-сын», где в роли первого символически выступает Блум, в роли второго — Стивен. В романе находят отражение литературные стили и жанры различных эпох, стилевые особенности писателей, которых Джойс пародирует или которым подражает.

## Структура
Джеймс Джойс разделил «Улисс» на 18 глав, или «эпизодов». На первый взгляд книга может показаться неструктурированной и хаотичной, и по этому поводу Джойс однажды сказал, что он «вложил в неё столько головоломок и загадок, что профессора ещё многие столетия будут спорить о том, что я имел в виду», что и сделает роман «бессмертным». Джойс составил две схемы романа. Первая схема была составлена для его друга Карло Линати в 1920 году, вторая — для Валери Ларбо в 1921 году. Изначально Джойс был против широкой публикации этих схем, однако в 1931 году с его разрешения для защиты от обвинений в порнографии вторая схема была опубликована Стюартом Гилбертом в книге «„Улисс“ Джеймса Джойса».
Каждый эпизод «Улисса» имеет свою тему, технику и связь между его персонажами и персонажами «Одиссеи». Подлинный текст не имел названий эпизодов, они происходят лишь из схем Линати и Гилберта. В своих письмах Джойс называл эпизоды, используя названия глав "Одиссеи". Некоторые заглавия эпизодов имеют характерные связи, например «Навсикая» и «Телемахида» взяты из двухтомника Виктора Берара «Финикийцы и Одиссея», с которым автор ознакомился в 1918 году в Центральной библиотеке Цюриха.

### Схема Гилберта
| №  | Глава            | Сцена          | Время   | Орган     | Цвет          | Символ        | Искусство      | Техника                    |
| -- | ---------------- | -------------- | ------- | --------- | ------------- | ------------- | -------------- | -------------------------- |
| 1  | Телемах          | Башня          | 8       | —         | Белый/золотой | Наследник     | Теология       | Повествование (юное)       |
| 2  | Нестор           | Школа          | 10      | —         | Коричневый    | Лошадь        | История        | Катехизис (личный)         |
| 3  | Протей           | Берег          | 11      | —         | Зелёный       | Прилив        | Филология      | Монолог (мужской)          |
| 4  | Калипсо          | Дом            | 8       | Почка     | Оранжевый     | Нимфа         | Экономика      | Повествование (зрелое)     |
| 5  | Лотофаги         | Ванна          | 10      | Гениталии | —             | Евхарист      | Ботаника/Химия | Нарциссизм                 |
| 6  | Аид              | Кладбище       | 11      | Сердце    | Белый/чёрный  | Смотритель    | Религия        | Инкубизм                   |
| 7  | Эол              | Газета         | 12      | Лёгкие    | Красный       | Редактор      | Риторика       | Энтимема                   |
| 8  | Лестригоны       | Ланч           | 13      | Пищевод   | —             | Констебль     | Архитектура    | Перистальтика              |
| 9  | Сцилла и Харибда | Библиотека     | 14      | Мозг      | —             | Стратфорд     | Литература     | Диалектика                 |
| 10 | Блуждающие скалы | Улицы          | 15      | Кровь     | —             | Граждане      | Механика       | Лабиринт                   |
| 11 | Сирены           | Концертный зал | 16      | Ухо       | —             | Бармен        | Музыка         | Fuga per canonem           |
| 12 | Циклопы          | Таверна        | 17      | Мышцы     | —             | Фений         | Политика       | Гигантизм                  |
| 13 | Навсикая         | Скалы          | 20      | Глаз, нос | Серый/синий   | Девственность | Живопись       | Тумесценция/Детумесценция  |
| 14 | Быки Солнца      | Госпиталь      | 22      | Чрево     | Белый         | Мать          | Медицина       | Эмбрион                    |
| 15 | Цирцея           | Бордель        | полночь | Локомоция | —             | Проституция   | Магия          | Галлюцинация               |
| 16 | Евмей            | Укрытие        | 1       | Нервы     | —             | Моряки        | Навигация      | Повествование (старческое) |
| 17 | Итака            | Дом            | 2       | Скелет    | —             | Кометы        | Наука          | Катехизис (безличный)      |
| 18 | Пенелопа         | Кровать        | ∞       | Плоть     | —             | Земля         | —              | Монолог (женский)          |

## Идея создания
Джойс познакомился с персонажем Одиссея (Улисса) в английской адаптации «Одиссеи» Чарльза Лэма для детей «Приключения Улисса», что, вероятно, закрепило латинский вариант имени в памяти писателя. В школьные годы он написал эссе об этом персонаже под названием «Мой любимый герой». Джойс говорил Фрэнку Баджену, что считал Улисса единственным многогранным персонажем в литературе. Он задумывал назвать «Улисс в Дублине» свой сборник рассказов, который позднее назвал «Дублинцы», но в итоге эта идея переросла в замысел большого романа, который был начат в 1914 году.

## Место действия

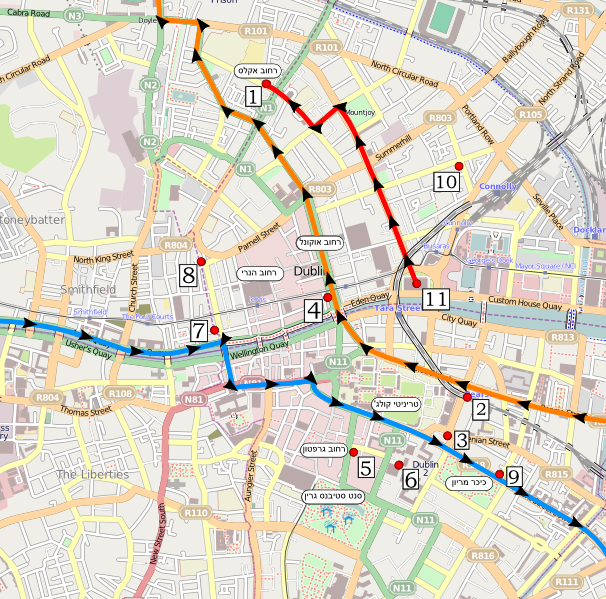
Дублин «Улисса»

1. Дом Леопольда Блума: Эклс-стрит, 7[7] – Глава 4, Калипсо; Глава 17, Итака и Глава 18, Пенелопа
2. Почта: Уэстленд-роу – Глава 5, Лотофаги
3. Аптека Суэни: Ломбард-стрит, Линкин-плейс[8] (где Блум купил мыла) – Глава 5, Лотофаги
4. Кондитерская Грэма Лемона: Лоуэр-О'Коннелл-стрит, 49; начало Главы 8, Лестригоны
5. Паб Дэви Бирна – Глава 8, Лестригоны
6. Национальная библиотека Ирландии – Глава 9, Сцилла и Харибда
7. Гостиница «Ормонд»[9] на берегу Лиффи – Глава 11, Сирены
8. Паб Барни Кирнана – Глава 12, Циклопы
9. Родильный дом – Глава 14, Быки Солнца
10. Бордель Беллы Коэн – Глава 15, Цирцея
11. Убежище извозчика: мост Батт – Глава 16, Евмей

- Фрименс (журнал): Принсес-стрит у О'Коннелл-стрит – Глава 7, Эол

Действие романа переходит с одного берега Дублинского залива на другой, начинаясь в Сэндикоуве к югу от города и завершаясь на Хоут-Хеде к северу.

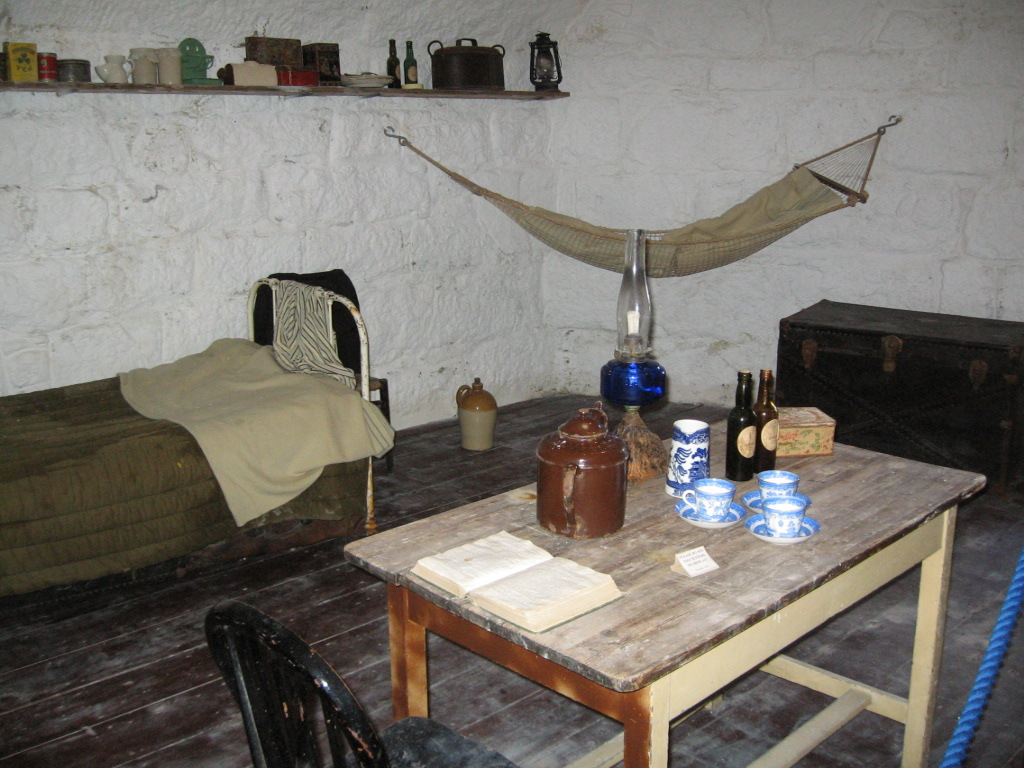
Комната Джеймса Джойса в современном музее «Башня Джеймса Джойса»
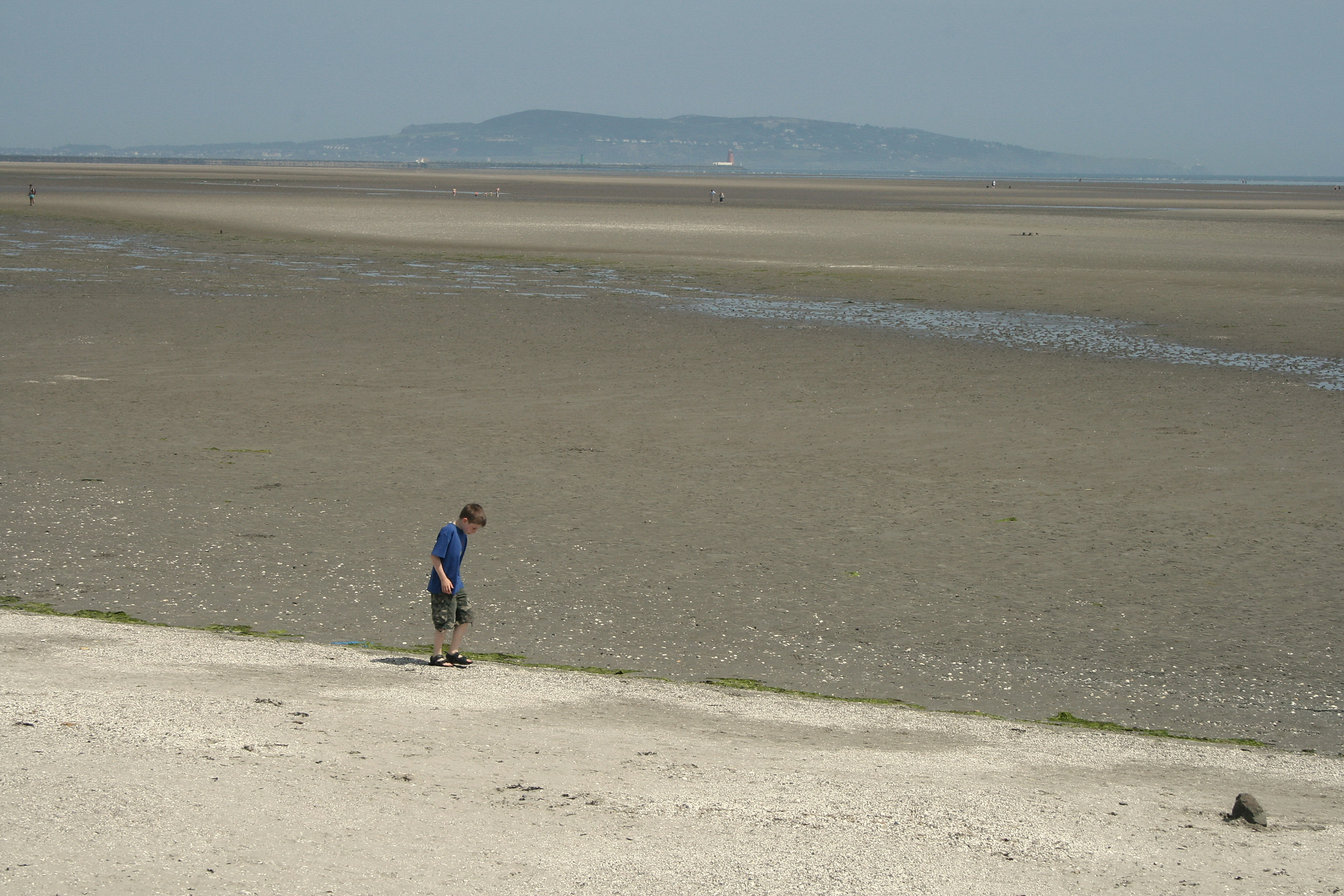
Вид с берега Сэндимаунт на Дублинский залив и Хоут-Хед
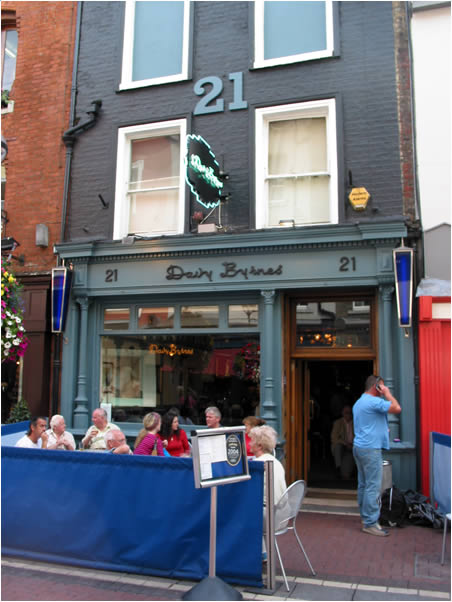
Паб Дэви Бирна (Дублин), где Блум ел бутерброд с горгонзолой и пил бургундское вино
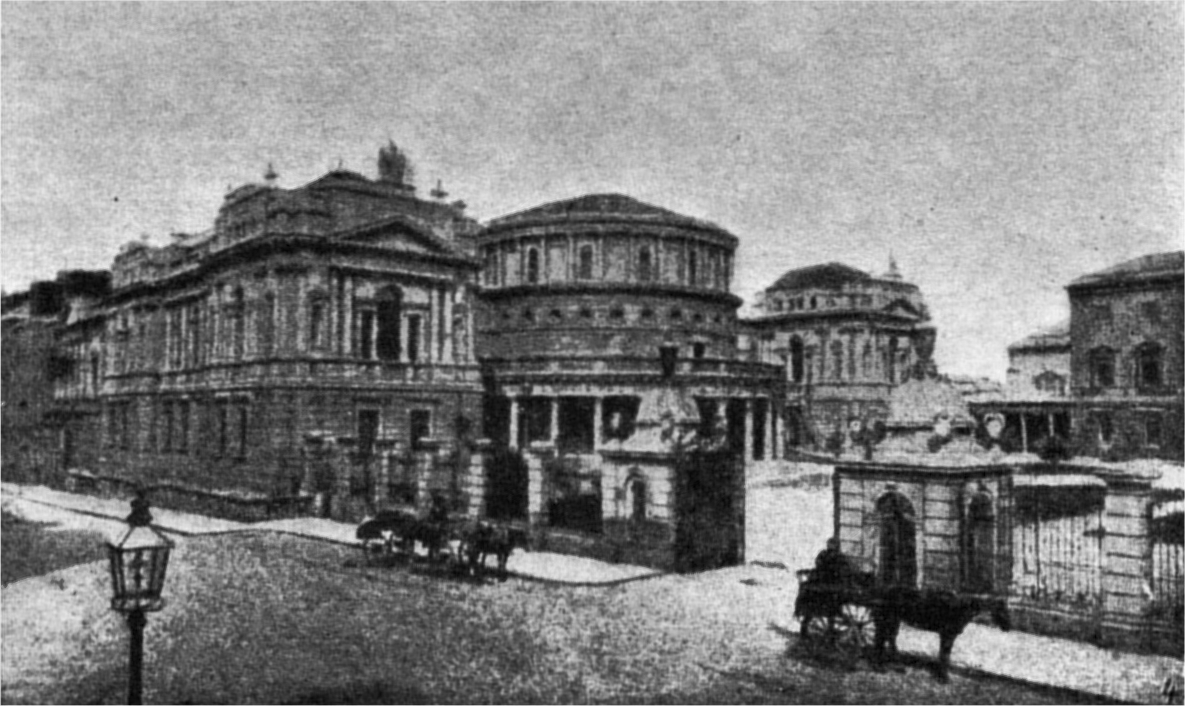
Национальная библиотека Ирландии
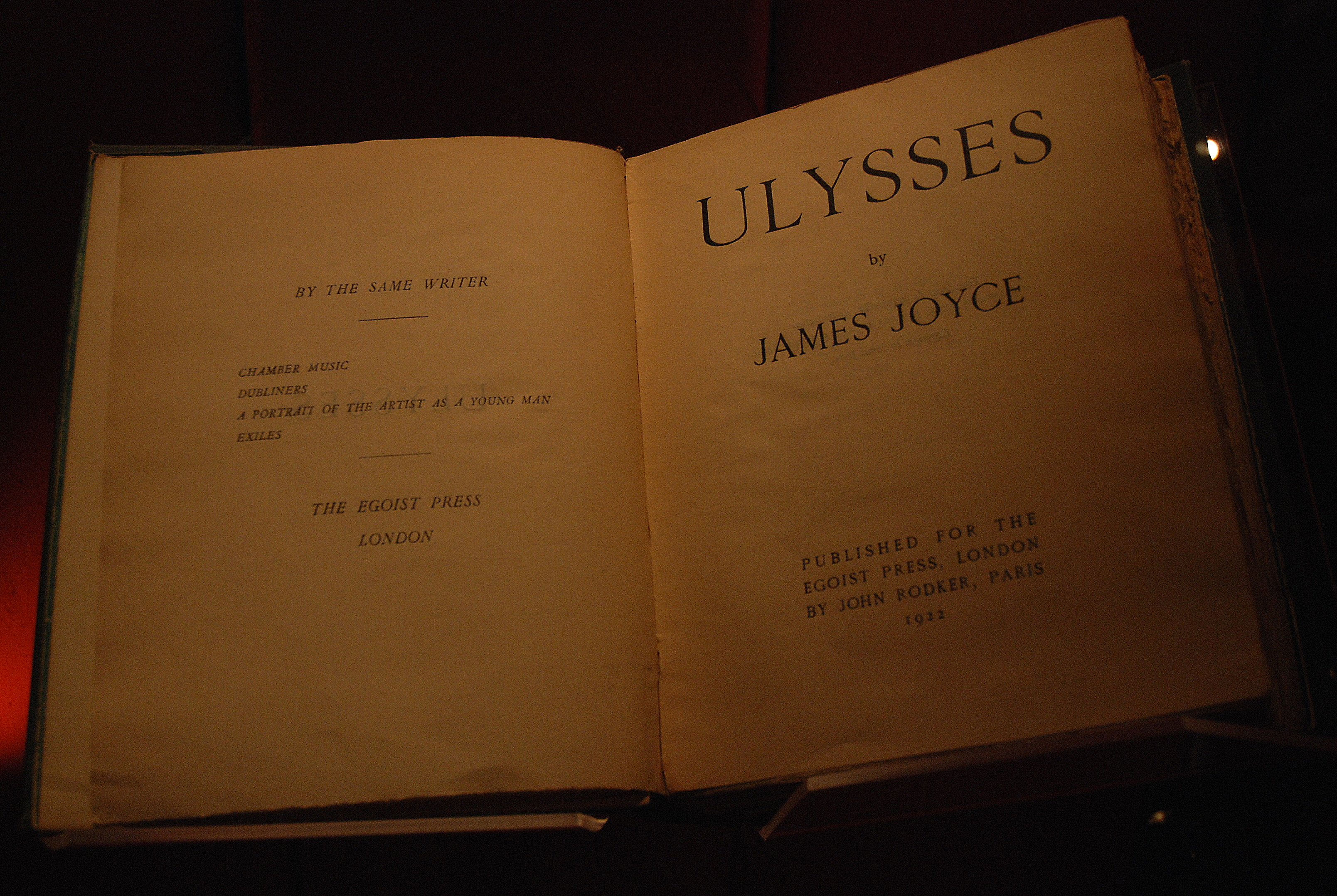
«Улисс», издание 1922 года
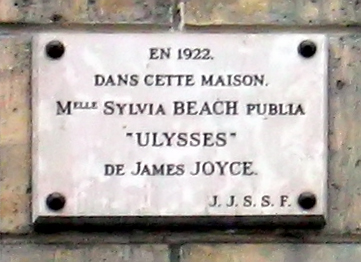
Мемориальная доска на доме № 12 по рю де л'Одеон (Париж)

## Цензура
Роман создавался на протяжении семи лет, публиковался частями в американском журнале «Литл ревью» с марта 1918 по декабрь 1920 года и был издан полностью в Париже Сильвией Бич 2 февраля 1922 года. В период первых публикаций в журнале эпизод «Навсикая» стал предметом судебных обвинений в порнографии. В 1919 году отрывки романа появились и в лондонском литературном журнале «Эгоист», но роман целиком был запрещён в Великобритании до 1930-х годов. Но Джойс твёрдо решил, что книга должна быть издана на его сорокалетний юбилей, 2 февраля 1922 года, и тем утром издатель Джойса в Париже Сильвия Бич получила от типографа три первых экземпляра романа.
Судебное преследование в США было начато сразу после публикации в одном из выпусков «Литл ревью» отрывка книги, в котором описывается, как главный герой мастурбирует. Историк права Эдвард де Грация утверждал, что лишь немногие читатели действительно могли распознать в тексте, наполненном метафорами, то, что кто-либо испытывает оргазм. Айрин Гаммел продолжила это утверждение, предположив, что обвинения «Литл ревью» в порнографии были вызваны более откровенными стихами баронессы Эльзы Фрейтаг-Лорингофен, которые появились одновременно с эпизодами «Улисса». Нью-Йоркское общество подавления порока, протестовавшее против содержимого книги, пыталось принять меры, которые не позволили бы книге распространяться в США. В ходе судебного разбирательства в 1921 году журнал был объявлен порнографическим, и в результате «Улисс» был фактически запрещён в США. На протяжении 1920-х годов Министерство почт США сжигало встречавшиеся экземпляры романа.
В 1933 году издательство Random House и юрист Моррис Эрнст организовали импорт французского издания, при разгрузке судна ввозивший его пассажир потребовал осмотра своих вещей (по иронии судьбы таможенник в тот день из-за погоды пропускал всех без осмотра), книгу обнаружили и экземпляр был конфискован таможней, что было тогда же опротестовано, как и задумывалось. 6 декабря 1933 года в деле Соединённые Штаты против книги, именуемой «Улисс» федеральный окружной судья Джон М. Вулси постановил, что книга не является непристойной и поэтому не может являться порнографической, что Стюарт Гилберт назвал «эпохальным» решением. Второй окружной апелляционный суд подтвердил это решение в 1934 году. Тогда США стали первой англоязычной страной, где книга стала находиться в свободном доступе. В Ирландии «Улисс» не был запрещён, но несмотря на это, роман там не издавался.

## Восприятие романа
«Улисс» мне никогда особо не нравился, большая часть романа состоит из примеров того, как не надо писать роман.
В обзоре журнала «Дайал» Т. С. Элиот сказал об «Улиссе»: «Я считаю эту книгу значительнейшим выражением, найденным нашим поколением; это книга, перед которой мы все в долгу и от которой никому не убежать». Он также утверждал, что Джойс не виноват в том, что люди впоследствии его не поняли: «Следующее поколение само ответственно за свою душу; гениальный человек ответствен перед равными себе, а не перед группой безграмотных и необученных пижонов».
У книги есть и критики. Вирджиния Вулф заявила, что «„Улисс“ был незабываемой катастрофой — безмерной по смелости, страшной по разрушительности». Марксист Карл Радек назвал «Улисс» «кучей навоза, в которой копошатся черви, заснятой кинематографическим аппаратом через микроскоп». Один газетный эксперт заявил, что в нём устроена «потайная греховная канализация, … направляющая в единый поток его невообразимые мысли, образы и порнографические слова», и заключено «отвратительное богохульство», которое «обесценивает, и извращает, и позорит замечательный дар воображения и остроумие и светлость языка». Похожие мнения о должной роли литературы высказывались несогласным судьёй апелляционного суда в американском деле, который установил, что книга не является порнографической: предположив, что Джойс был подвержен «порнографическим или похотливым мыслям» и «Христа на него [не было]», судья заявил, что литература должна служить нуждам людей «моральными устоями», быть «величественной и долговечной» и «ободрять, облегчать, очищать или облагораживать жизнь людей».
«Улисс» был назван «виднейшей вехой в модернистской литературе», сочинением, в котором сложности жизни изображены с «беспрецедентной и несравненной лингвистической и стилистической виртуозностью». Этот стиль был признан лучшим образцом потока сознания в современной беллетристике, автор которого зашёл во внутреннем монологе глубже и дальше, чем любой другой романист. Эта техника прославилась своим честным изложением потока мыслей, чувств, умственного восприятия и смены настроения. Критик Эдмунд Уилсон заметил, что «Улисс» пытается изобразить «как можно точнее и прямее в словах то, на что похоже (или скорее на что нам кажется похожим) наше участие в жизни от мгновения к мгновению». Стюарт Гилберт говорил, что «персонажи „Улисса“ не вымышлены», что «эти люди такие, какими должны быть; они действуют, как мы видим, согласно некоему lex aeterna, незыблемому условию самого их существования». Через этих персонажей Джойс «добивается гармоничного и цельного истолкования жизни».
Джойс использует метафоры, символы, двусмысленные выражения и скрытые намёки, которые постепенно переплетаются между собой и образуют сеть, связывающую всё произведение. Эта система связей придаёт роману широкое, более универсальное значение, где Дублин предстаёт в романе символом всего мира, Блум — современным Улиссом, символом мужчины как такового, его жена воплощает в себе образ всех женщин, один летний день — всех времён на Земле. Элиот описал эту систему как «мифический метод»: «способ управлять, упорядочивать, давать форму и значение обширной панораме тщетности и анархии, которой является современная история».
Известно, что прототипом Быка Маллигана стал бывший друг Джойса Оливер Гогарти.
Роман был включён в список 100 лучших книг всех времён по версии Норвежского книжного клуба, который для составления списка провёл опрос 100 писателей по всему миру.

## Издания на русском языке
- 1920-е годы:

- 1925 год — эпизод 18 в переводе В. Житомирского опубликован в альманахе «Новинки Запада»;
- 1929 год — отрывки из 4 и 8 эпизодов напечатаны в «Литературной газете» в переводе С. Алимова и М. Левидова.

- 1930-е годы:

- 1934—1935 годы — эпизоды 4—6 опубликованы в журнале «Звезда» в переводе В. И. Стенича;
- 1935—1936 годы — эпизоды 1—10 опубликованы в журнале «Интернациональная литература» в переводе Первого переводческого объединения под рук. И. А. Кашкина.

- 1980-е годы:

- 1982 год — отрывки из романа переведены А. Ливергантом;
- 1985 год — отрывки из романа переведены И. Померанцевым;
- 1986 год — отрывки из романа переведены И. Шамиром;
- 1989 год — первая полная публикация в переводе В. Хинкиса, С. Хоружего, комментарии Е. Гениевой, в журнале «Иностранная литература».

- 1993 год — первое книжное издание русского перевода: Джойс Д. Улисс / Пер. с англ. В. Хинкиса и С. Хоружего; коммент. С. Хоружего. — М.: Республика, 1993. — 671 с. ISBN 5-250-02181-6
- Джойс Д. Избранное. В 2 томах. — Том 1: Улисс. — М.: Терра, 1997. — 672 с.
- Джойс Д. Улисс. — СПб: Симпозиум, 2000. — 832 с. ISBN 5-89091-098-1
- Джойс Д. Улисс. — СПб.: Кристалл, 2001. — 1152 с.
- Джойс Джеймз «ОдиссейЯ» / Пер. с англ. С. Махова, — М.: ООО «СФК Инвест», 2007. — 696 с. ISBN 978-5-91439-003-4 (т. II)
- Джойс Дж. Улисс. — СПб.: Азбука-классика, 2006. — 992 с. ISBN 5-352-01300-6
- Улисс : роман / Джеймс Джойс ; Пер. с англ. С. Хоружего. — М.: Эксмо, 2013. — 928 с. ISBN 978-5-699-43288-2
- Джеймс Джойс. Улисс / Пер. с англ. С. Огольцова — Litres Самиздат, 2020—950 с.

## Упоминания в литературе
- На роман «Улисс» ссылается Ярослав Гжендович в цикле фентези романов «Владыка Ледяного Сада», Том 3, в этом томе маг Фьольсфинн пытается магией создать свою любимую книгу «Улисс», но роман получается почти пустым, так как маг из него помнит только несколько отрывков.